# Umělecká díla ve stanicích pražského metra – linka A
Umělecká díla ve stanicích pražského metra – linka A obsahuje tvorbu výtvarných umělců umístěnou ve vestibulech, nástupištích a okolí stanic při jejich výstavbě. Seznam je řazen podle pořadí stanic.

## Seznam uměleckých realizací
| Stanice metra     | Fotografie                                                                                         | Název                                                           | Autor                                                      | Vznik Osazení Zánik | Popis                                 | Poznámka |
| ----------------- | -------------------------------------------------------------------------------------------------- | --------------------------------------------------------------- | ---------------------------------------------------------- | ------------------- | ------------------------------------- | --- |
| Dejvická          | Kategorie „Dynamika revoluce (Martin Sladký)“ na Wikimedia Commons                                 | Dynamika revoluce                                               | Martin Sladký (1920–2015) František Tesař (1936–2022)      | — 1978 —            | mozaika, kámen                        | průchod mezi východním a západním vestibulem                                                                 |
| Dejvická          | Kategorie „Plameny revoluce (Martin Sladký)“ na Wikimedia Commons                                  | Plameny revoluce                                                | Martin Sladký (1920–2015) František Tesař (1936–2022)      | — 1978 —            | mozaika, kámen                        | průchod mezi východním a západním vestibulem                                                                 |
| Dejvická          | | Keramický obklad za kolejištěm                                  | Karel Velický (* 1926) Jindřich Daniel                     |                     | barevné řešení obkladu                | za kolejištěm                                                                                                |
| Dejvická          | | Portrét V. I. Lenina doprovozený verši V. Majakovského (†)      | Vendelín Zdrůbecký (1923–1986)                             | — 1978 po 1989      | reliéf, bronz                         | západní vestibul, zakryto obchodem                                                                           |
| Dejvická          | | Skleněná stěna ve východním vestibulu (†)                       | Vilém Veselý Pavel Werner Josef Kochrda                    | — 1978 po 1989      | reliéf, sklo                          | východní vestibul, zakryto obchodem                                                                          |
| Hradčanská        | | Reliéf odkazující na Vratislava (†)                             | Slavoj Nejdl (1929–2007)                                   | — 1978 po 1989      | reliéf, kámen                         | vestibul, zakryto obchodem                                                                                   |
| Hradčanská        | Kategorie „Reliéf s korunou (Jiří Prádler)“ na Wikimedia Commons                                   | Reliéf s Korunou                                                | Jiří Prádler (1929–1993)                                   | — 1978 —            | reliéf                                | vestibul |
| Hradčanská        | Kategorie „Relief in the vestibule of Hradčanská metro station“ na Wikimedia Commons               | Historie státnosti ČSSR                                         | Slavoj Nejdl (1929–2007)                                   | — 1978 —            | reliéf, kámen                         | vestibul |
| Malostranská      | Kategorie „Statues in Malostranská metro station“ na Wikimedia Commons                             | soubor kopií barokních soch                                     | Bernard Braun Antonín Braun                                | 1734 1978 —         | socha, kámen                          | vestibul, zahrada, kopie soch ze zámku Valeč z roku 1734 a ze zámku Kuks                                     |
| Malostranská      | Kategorie „Fountain (metro Malostranská)“ na Wikimedia Commons                                     | Kašna pro atrium stanice metra                                  | Otakar Kuča (* 1927) arch.Zdeněk Drobný                    | — 1978 —            | fontána; žula, beton                  | atrium |
| Malostranská      | Kategorie „Pítko u stanice Malostranská (Miroslav Vystrčil)“ na Wikimedia Commons                  | Pítko pro stanici metra Malostranská                            | Miroslav Vystrčil (1924–2014)                              | — 1978 —            | fontána, žula                         | před vstupem                                                                                                 |
| Malostranská      | | Dvě kovové mříže pro vstupy do atria stanice metra Malostranská | Zbyněk Runczik (* 1941) Zdeněk Drobný Štefan Botoš         | — 1978 —            | mříž, kov                             | vstupy z ulic Klárov a Valdštejnská                                                                          |
| Malostranská      | | Trojdílná posuvná mříž                                          | Jan Smrž (* 1943)                                          | — 1978 —            | mříž, kov                             | exteriér |
| Malostranská      | | Kovaná mříž pro atrium stanice metra Malostranská               | Jaromír Bruthans (* 1943)                                  | — 1978 —            | mříž, ocel                            | atrium, zaslepený vstup do Valdštejnské jízdárny                                                             |
| Malostranská      | | Kovová mříž pro metro stanice Malostranská                      | Eduard Řepka (* 1933) Viktor Kobylka (* 1928)              | — 1978 —            | mříž, kov                             | vstup do Valdštejnské zahrady                                                                                |
| Malostranská      | Kategorie „Guard stone (Lubomír Růžička)“ na Wikimedia Commons                                     | Nárožník                                                        | Lubomír Růžička (* 1938)                                   | — 1978 —            | nárožník, slivenecký mramor           | exteriér |
| Malostranská      | | neuveden                                                        |                                                            | — 1978 —            | reliéf                                | zadní část nástupiště                                                                                        |
| Staroměstská      | | Vítězný únor (†)                                                | Martin Sladký (1920–2015)                                  | — 1978 po 1989      | mozaika, kámen                        | vestibul, zakryto obchodem                                                                                   |
| Můstek (A)        | Kategorie „Můstek (Můstek)“ na Wikimedia Commons                                                   | Historický mostní oblouk                                        |                                                            | středověk 1978 —    | archeologický nález, kámen            | vestibul východ Můstek, původní opevnění Starého Města                                                       |
| Můstek (A)        | | Skleněná reliéfní stěna vestibulu (†)                           | Stanislav Kostka (* 1940)                                  | — 1978 —            | reliéf, sklo                          | vestibul východ Můstek; odstraněno                                                                           |
| Můstek (A)        | Kategorie „Reliefs in Můstek metro station (Ladislav Dydek, František Bílek)“ na Wikimedia Commons | Reliéf                                                          | František Bílek (1907–1985) Ladislav Dydek (1919–2006)     | — 1978 —            | reliéf                                | podchod pod Václavským náměstím                                                                              |
| Můstek (A)        | Kategorie „Reliefs in Můstek metro station (Ladislav Dydek, František Bílek)“ na Wikimedia Commons | Reliéf                                                          | František Bílek (1907–1985) Ladislav Dydek (1919–2006)     | — 1978 —            | reliéf                                | podchod pod Václavským náměstím                                                                              |
| Můstek (A)        | Kategorie „Reliefs in Metro-Můstek (Josef Buňka)“ na Wikimedia Commons                             | neuveden (3+1†)                                                 | Josef Buňka (* 1940)                                       | — 1978 —            | reliéf                                | podchod pod Václavským náměstím plastiky s písmeny A, B a C, písmeno D odstraněno                            |
| Můstek (A)        | | Pamětní deska k výstavbě podchodu pod Václavským náměstím       | Josef Hvozdenský (1932-2009)                               | — 1968 —            | pamětní deska                         | podchod pod Václavským náměstím                                                                              |
| Můstek (A)        | | Keramický obklad stěny                                          | Zdeněk Sýkora (1920–2011)                                  | — 1968 —            | dekorativní stěna, keramické dlaždice | východ z metra směr Jindřišská, 505 × 352 cm (18 m²); od roku 2005 součást kavárny                           |
| Muzeum (A)        | | Architektonické ztvárnění podchodu stanice metra Muzeum         | Jan Špičák (* 1936) Ing. arch. Hubička                     | — 1978 —            | poutač, obklad; žula, chrom, ocel     | podchod |
| Muzeum (A)        | | Busty Vladimíra Lista a Bohumila Belady                         | Josef Kadlčík (* 1941) Jan Bartoš (* 1947)                 | — 1992 —            | busta                                 | vestibul, roku 1926 položili základ realizace pražského metra                                                |
| Náměstí Míru      | | Světelný objekt (†)                                             | Václav Cígler (* 1929)                                     | — 1978 po 1989      | osvětlení                             | strop vestibulu, objekt měnil intenzitu osvětlení podle počtu procházejících lidí                            |
| Náměstí Míru      | Kategorie „Dívka s holubicí by Jiří Kryštůfek“ na Wikimedia Commons                                | Radostný život                                                  | Jiří Kryštůfek (1932–2014)                                 | — 1979 —            | socha, bronz                          | exteriér |
| Jiřího z Poděbrad | Kategorie „Reliefs in Jiřího z Poděbrad metro station (Lubomír Šilar)“ na Wikimedia Commons        | Keramické reliéfy Husitská Praha                                | Lubomír Šilar (1932–2016)                                  | — 1980 —            | reliéf, keramika                      | vestibul |
| Jiřího z Poděbrad | Kategorie „Reliéf krále Jiřího (Jiří Dušek)“ na Wikimedia Commons                                  | Jiří z Poděbrad                                                 | Jiří Dušek (* 1921)                                        | — 1980 —            | reliéf, kámen                         | vestibul |
| Jiřího z Poděbrad | Kategorie „Sjednocená Evropa (fountain)“ na Wikimedia Commons                                      | Fontána Sjednocená Evropa                                       | Petr Šedivý (* 1948) Berta Schütznerová Anna Hübschmannová | — 1981 —            | fontána, liberecká žula               | před vstupem do metra                                                                                        |
| Jiřího z Poděbrad | Kategorie „Metro ventilation tower at Jiřího z Poděbrad“ na Wikimedia Commons                      | Ventilační věž                                                  | Petr Šedivý (* 1948)                                       | — 1981 2024         |                                       | zbořeno v létě 2024                                                                                          |
| Flora             | Kategorie „Rostlinné motivy (Petr Svoboda)“ na Wikimedia Commons                                   | Rostlinné motivy                                                | Petr Svoboda (1942–1984)                                   | — 1980 —            | reliéf                                | vestibul |
| Flora             | Kategorie „Rodina (Vladimír Navrátil, Bohumil Teplý)“ na Wikimedia Commons                         | Rodina                                                          | Vladimír Navrátil (1907–1975) Bohumil Teplý (* 1932)       | 1978 1980 přesun    | socha, bronz                          | při výstavbě OC Flora přesunuta ke stanici metra Depo Hostivař , vráceno zpět 25. října 2021                 |
| Želivského        | Kategorie „Jan Želivský a jeho doba (mosaic by Jiřina Adamcová)“ na Wikimedia Commons              | Jan Želivský a jeho doba                                        | Jiřina Adamcová (1927–2019)                                | — 1980 —            | mozaika, kámen                        | vestibul |
| Želivského        | Kategorie „Alegorie husitství (relief by Jan Simota)“ na Wikimedia Commons                         | Alegorie husitství                                              | Jan Simota (1920–2007)                                     | — 1980 —            | reliéf, bronz                         | vestibul |
| Želivského        | Kategorie „Fountain at Želivského station“ na Wikimedia Commons                                    | Fontána                                                         | František Pašek (* 1922)                                   | — 1980 —            | fontána                               | exteriér |
| Strašnická        | | Plastická stěna (†)                                             | Karel Vaňura (* 1937)                                      | — 1987 po 1989      | dekorativní stěna                     | vestibul, zakryto obchodem                                                                                   |
| Skalka            | Kategorie „Přírodní motivy (mosaic by Jan Grimm)“ na Wikimedia Commons                             | Motýli                                                          | Jan Grimm (1943–2012)                                      | — 1990 —            | mozaika; kámen, sklokeramika          | vestibul |
| Skalka            | Kategorie „Fountain at Skalka station“ na Wikimedia Commons                                        | Fontána                                                         | Martin Zet (* 1959)                                        | — 1990 —            | fontána                               | exteriér |
| Depo Hostivař     | Kategorie „Rodina (Vladimír Navrátil, Bohumil Teplý)“ na Wikimedia Commons                         | Rodina (†)                                                      | Vladimír Navrátil (1907–1975) Bohumil Teplý (* 1932)       | 1978 1990 —         | socha, bronz                          | exteriér, původně pro stanici metra Flora, při výstavbě OC Flora přesunuta , od 25. října 2021 zpět na Floře |